# Last Friday Night (T.G.I.F.)
Last Friday Night (T.G.I.F.) (en català: «Nit de divendres passat») és una cançó del tercer àlbum d'estudi (Teenage Dream - 2010) de la cantant nord-americana Katy Perry. Va ser llançada com el cinquè senzill del disc el 6 de juny de 2011 i va encapçalar les llistes «Billboard Hot 100» i «Canadian Hot 100». Aconseguint, com tots els anteriors senzills del mateix àlbum, entrar a les llistes «Billboard Hot 100», «Hot Digital Songs», «Pop Songs», i «Radio Songs and Hot Dance Club». El 31 d'agost de 2011, Last Friday Night (T.G.I.F.) havia venut més de 2.276.000 còpies als EUA. La cançó va ser escrita per Perry, Bonnie McKee, Dr. Luke i Max Martin, i produïda pels dos últims.
«T.G.I.F.» són les sigles corresponents a la frase «Thanks God It's Friday» («Gràcies a Déu que és divendres»), molt utilitzada pels estudiants dels Estats Units.
El dilluns 8 d'agost de 2011 se'n va llançar una 'remescla' en col·laboració amb la rapera Missy Elliott, venut a 0,69 dòlars a la botiga virtual iTunes, amb la intenció de catapultar la cançó a la posició número 1 del rànquing Billboard Hot 100, el més important dels EUA, en el qual portava les dues setmanes anteriors en la posició número 2, darrere del «Party Rock Anthem» de LMFAO amb Lauren Bennett i GoonRock. La cançó es va convertir així en el cinquè senzill del mateix disc en assolir el número 1 de la llista «Billboard Hot 100", convertint-la en la primera dona en els 53 anys d'història de «Billboard" en aconseguir-ho, igualant el rècord establert 23 anys abans per Michael Jackson.

## Antecedents
La cantant ha revelat que per escriure la cançó s'havia inspirat en una experiència personal, després de córrer nua pel parc amb els seus amics. Perry afirma que després d'una nit boja de festa i d'algunes bromes, va escriure la cançó sobre les seves entremaliadures i el que en recordava l'endemà: «No hi ha res millor que una festa de ball improvisada amb els meus amics. 'Last Friday Night (T.G.I.F.)' per a mi és una cançó sobre el llibertinatge, perquè va ser una nit de diversió per Santa Bàrbara, on vam anar a un lloc anomenat "Wildcat" i em vaig divertir bastant». La cantant va admetre: «Hem begut un parell de cerveses i hem ballat fins a morir, i després he continuat la festa a l'habitació de l'hotel». També ha dit que: «La major part d'aquesta cançó és la pura realitat, a part del trio... per desgràcia! Però sí que vam estar bromejant pel parc, així que vam haver d'escriure una cançó sobre aquella nit l'endemà!». Bonnie McKee, el coescriptor de la cançó va dir: «T.G.I.F. és una expressió que descriu el nostre viatge (amb Perry) a Santa Bàrbara, així que m'encanta. És molt enganxosa i divertida i em fa sentir molt nostàlgic».

## Recepció de la crítica
La cançó ha rebut crítiques variades per part dels crítics de música. Segons Allmusic és un dels temes principals de l'àlbum.

## Vídeo musical
El vídeo musical de «Last Friday Night (T.G.I.F.)» va ser filmat a principis de maig de 2011. El seu director va ser Marc Klasfeld amb Danny Lockwood com a codirector. Tot i que s'havia de llançar el 14 de juny de 2011, a causa de les filtracions a internet es va llançar dos dies abans de manera oficial mitjançant una piulada de la Katy.
Donat que gairebé dues setmanes després es va estrenar el videoclip d'«I Wanna Go» de la cantant nord-americana Britney Spears, ambdós van ser comparats pels editors de mitjans de comunicació, com el de la cadena de televisió VH1. Aquesta associació va ser a causa del fet que ambdós van incorporar comportaments similars, amb versions molt presumides dels seus cantants, en un to humorístic i amb cameos de personatges reconeguts.

### Sinopsi
Kathy Beth Terry (Katy Perry) és una adolescent empollona amb ortodòncia i ulleres immenses que acaba de despertar a la seva habitació després d'una esbojarrada festa a casa seva, envoltada pels seus companys de classe que s'han desmaiat a causa de l'alcohol ingerit durant la festa. Un convidat, Aaron Christopherson (Darren Criss, actor de Glee) obre la porta de la seva habitació i la felicita per "la millor festa de tots els temps". Intrigada per saber què havia passat la nit anterior, es connecta a les xarxes socials per xafardejar i troba un parell de fotos molt sensuals i compromeses del que va fer aquella nit, inclosa una foto d'ella al llit llepant-li el tors al noi que té al costat. Les fotos li recordaen com va començar la festa i com va arribar a haver-hi aquest desordre a la seva habitació. El record comença en el moment en què la Kathy es troba resolent un Sudoku, escolta música a tot volum a la casa del costat, i es queixa. Li obre la porta la Rebecca Black (que apareix en homenatge al seu vídeo "Friday"), i a la festa s'hi troba un altre empollón, McDonald Everett (Kevin McHale, estrella de Glee) que n'està molt enamorat i somia amb ella.
Tanmateix però, la Kathy està enamorada de l'Steve Johnson (Richie Nuzzolese), un jugador de futbol molt atractiu que la rebutja a causa del seu aspecte. La Kathy es deprimeix i la Rebecca decideix fer-li un canvi d'imatge per animar-la: li arrenca el seu aparell d'ortodòncia amb unes pinces, li depila el bigoti i li prepara un preciós vestit perquè llueixi com una reina aquella nit. L'Steve comença a enamorar-se de la Kathy en veure el canvi de look, i tothom comença a ballar. La Kathy i la Rebecca estan jugant al Just Dance 2 (videojoc en el que apareix la Katy Perry). Apareix el saxofonista Kenny G tocant el solo de saxòfon al sostre de la casa (malgrat no haver tocat el saxo en la gravació de la cançó), mentre que els Hanson actúen com a banda de la festa. La festa acaba movent-se per tota la casa de la Kathy, on ella vomita després de beure massa. N'Everett colpeja l'Steve per tocar-li el cul a la Kathy.
En acabar la nit, la Kathy finalment surt acompanyada de l'Steve. El vídeo canvia de nou l'endemà al matí i acaba amb els ídols adolescents Corey Feldman i Debbie Gibson (que interpreten als pares de la Kathy, Kirk i Tiffany Terry) demanant explicacions a la Kathy sobre l'estat de la casa; Feldman fa diverses referències a la pel·lícula The Lost Boys, protagonitzada per ell. En els crèdits finals apareixen escenes eliminades, preses falses i escenes extres de la festa, així com n'Everett portant-li l'esmorzar al llit.